# Hæþcyn
Hæþcyn è un personaggio del poema epico inglese Beowulf. 
La grafia del nome nel poema, in inglese antico, è Hæþcyn, nel corso dei secoli modificata in Hæthcyn.
Hæþcyn, la cui morte viene situata circa nel 514-515, era il figlio del re dei Geati Hreðel; aveva due fratelli (Herebeald e Hygelac) e una sorella che ebbe come figlio Beowulf. 
L'uccisione da parte di Hæþcyn del proprio fratello maggiore Herebeald con una freccia in un incidente di caccia causò la morte di crepacuore del loro padre Hreðel, cui Hæþcyn succedette al trono di Götaland.
Durante le guerre tra Sueoni e Geati, Hæþcyn rapì la regina svedese e fu ucciso in combattimento dal re svedese Ongenþeow che la salvò. I guerrieri geati si rifugiarono a Hrefnesholt, dove furono salvati da Hygelac che giunse il giorno dopo con i rinforzi; il suo campione Eofor uccise il re svedese. Ad Hæþcyn quindi succedette Hygelac.